# Zadziorkowate
Zadziorkowate (Gasteruptiidae) – rodzina błonkówek z podrzędu trzonkówek, infrarzędu owadziarek i nadrodziny skrócieni.

## Opis
Błonkówki o smukłym ciele, długości od 5 do 20 mm. Biczyki czułków samców złożone z 11, a samic z 12 członów. Stosunkowo długie oczy sięgają prawie do żuwaczek. Głaszczki szczękowe sześcioczłonowe, a wargowe czteroczłonowe. Głowa i przedplecze wyraźnie oddzielone przez wydłużony, szyjopodobny propleuron. Metasoma osadzona na pozatułowiu na tyle wysoko, że wydaje się stykać z zatułowiem. Obie płcie cechują silnie maczugowate golenie odnóży tylnej pary, które charakterystycznie zwisają w trakcie lotu. Większość gatunków odznacza się umiarkowanie długim lub długim pokładełkiem, ale są też takie o pokładełku niewidocznym.

## Biologia i rozmieszczenie
Zadziorkowate są inkwilinistycznymi drapieżnikami lub kleptopasożytami społecznych pszczołowatych. Możliwe też, że do ich gospodarzy należą społeczne osowate. Larwy zadziorkowatych odżywiają się najpierw jajami lub larwami gospodarzy, a potem zgromadzonymi w gnieździe zapasami pokarmu.
Rodzina kosmopolityczna. W Polsce występuje co najmniej 8 gatunków z rodzaju Gasteruption m.in.: G. assectator, G. jaculator, G. opacum, G. undulatum.

## Systematyka
Opisano dotąd kilkaset gatunków (około 500 do 1993 roku), z których większość (ponad 400) należy do podrodzaju nominatywnego. Rodzinę dzieli się na dwie podrodziny:
- Gasteruptiinae Ashmead, 1900
- Hyptiogastrinae